# Chappell Roan
Kayleigh Rose Amstutz (Willard, 19 de fevereiro de 1998), mais conhecida como Chappell Roan ([ˌtʃæpəl ˈroʊn] CHAP-əl-_-ROHN), é uma cantora e compositora americana. Roan é conhecida por suas músicas em estilo synth-pop dos anos 1980 e "pop sombrio com tons de balada" dos anos 2000. A sua estética é fortemente influenciada por drag queens, e sua música e estilo de atuação foram descritos como "exagerados".
Aos 17 anos, Roan publicou uma música chamada "Die Young" no YouTube, fazendo a Atlantic Records entrar em contato com ela. No verão de 2020, ela lançou a música "Pink Pony Club", que foi descrita como "a música do verão de 2021" pela revista Vulture. Seu álbum de estreia, The Rise and Fall of a Midwest Princess, foi lançado no dia 22 de setembro de 2023 pela Island Records, Amusement Records e KRA International.
Desde 2024, Roan lançou três novos singles e em 2025 venceu o Grammy Award para Artista Revelação.

## Primeiros anos
Chappell Roan nasceu em Willard, Missouri. Ela adotou o nome artístico de Chappell Roan em homenagem ao seu avô, Dennis Kayleigh Chappell, que faleceu de um câncer cerebral em 2016. Sua música favorita era "The Strawberry Roan". Ela expressou desprezo por seu nome verdadeiro.
Quando ela tinha entre 10 e 11 anos, começou a frequentar aulas de piano. Entre os seus 14 e 15 anos, ela começou a postar covers de músicas no YouTube, chamando a atenção de diversas gravadoras.  Quando ela tinha 17 anos, postou uma música intitulada "Die Young" no YouTube. Posteriormente, ela viajou para Nova York para fazer vários shows, o que a levou a assinar com a gravadora Atlantic Records. Roan já chegou a comentar sobre a perda de muitas experiências em sua adolescência por conta de seu conturbado início de carreira musical, incluindo seu baile e formatura do ensino médio.
Roan morou com os seus pais no Missouri até 2017, se mudando com eles para Los Angeles e Nova York quando era necessário. Em 2018 ela se mudou para Los Angeles, onde pôde viver tranquilamente como uma mulher queer.

## Carreira musical

### 2017–2019: Primeiros lançamentos

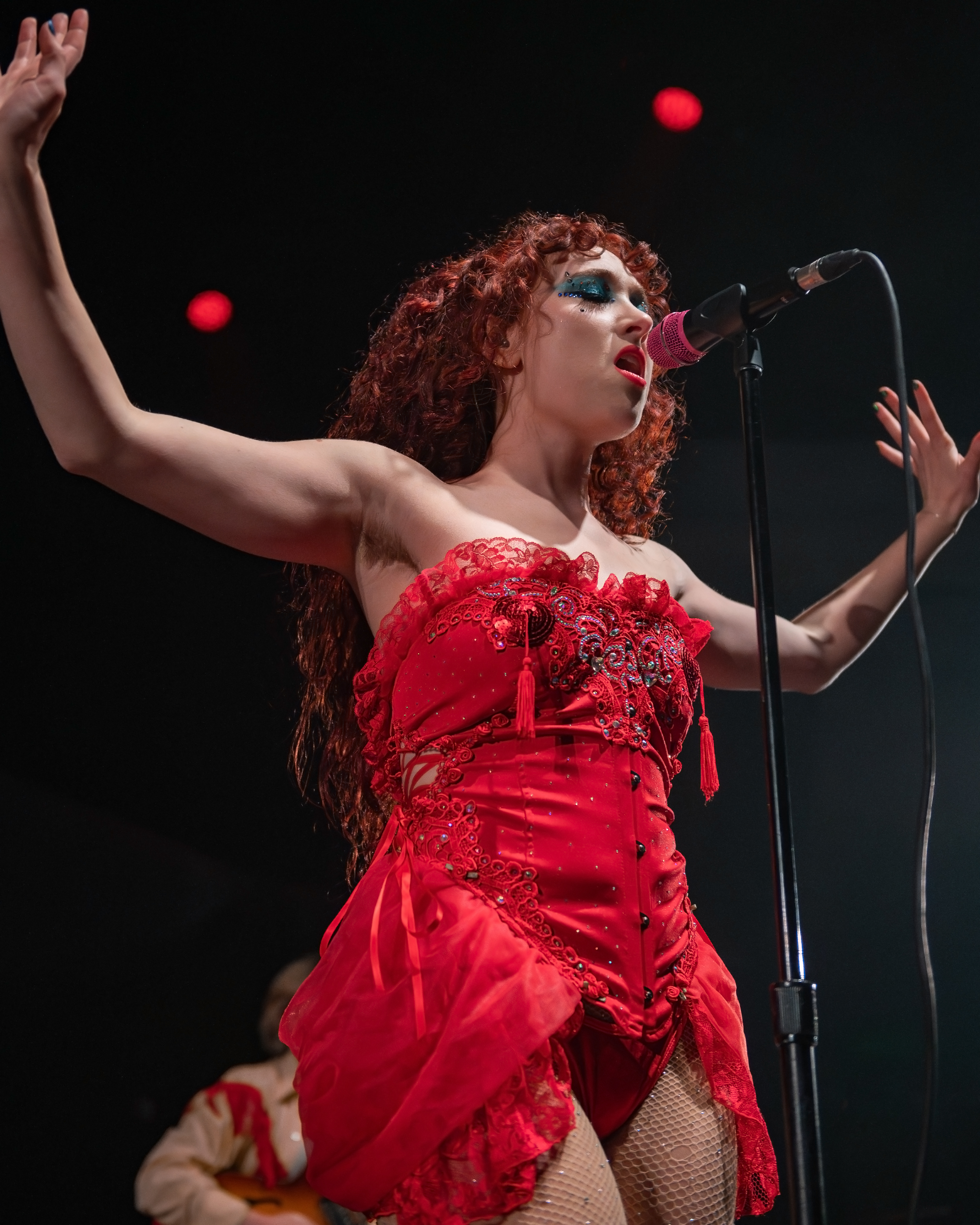
Chappell Roan apresentando-se no Hollywood Palladium, em Los Angeles (2022)

No dia 3 de agosto de 2017, Roan lançou seu primeiro single, intitulado "Good Hurt". A música foi bem avaliada na Interview, sendo elogiada a sua "maturidade impressionante e vocais surpreendentemente profundos". Em 22 de setembro de 2017, ela lançou um EP intitulado School Nights pela Atlantic Records. Também em 2017, ela fez sua primeira turnê, a "Lay It On Me Tour", sendo o seu ato de abertura o Vance Joy.
Em 2018, Roan se mudou de Springfield, Missouri para Los Angeles. Ela descreveu sentir-se "oprimida por um amor completo e pela aceitação" após a mudança, afirmando que isso a permitiu começar a "escrever músicas como o meu verdadeiro eu". De janeiro a março de 2018, ela saiu em uma série de shows pelos Estados Unidos com Declan McKenna .

### 2020–2024:The Rise and Fall of a Midwest Princess e"Good Luck, Babe!"
Em maio de 2020, Roan lançou "California" como primeiro single de seu álbum de estreia The Rise and Fall of a Midwest Princess. O disco foi lançado em setembro de 2023 e conta abertamente sobre os altos e baixos na vida de uma mulher lésbica no mundo contemporâneo. O projeto obteve maior reconhecimento da mídia em 2024 na sequência de compartilhamentos no TikTok de seu single "Good Luck, Babe!" — um single posterior ao álbum — a frase durante sua performance no Coachella "Eu sou a artista favorita do seu artista favorito", referenciando a drag queen Sasha Colby.
Como o produtor de Roan, Dan Nigro, se tornou o principal colaborador da cantora Olivia Rodrigo, Roan acabou colaborando com esta. Gravou vocais de apoio em três canções de Rodrigo, incluindo "Can't Catch Me Now", e foi ato de abertura nas duas turnês de Rodrigo.
Durante a cerimônia do MTV Video Music Awards de 2024, Chappell apresentou a canção "Good Luck, Babe!" em uma performance com estética medieval. Durante o evento, ela teve um desentendimento com um fotógrafo que mandou que ela "calasse a boca". Roan respondeu, apontando para ele e dizendo que era ele quem deveria "calar a boca".

### 2025–presente: Melhor Artista Revelação, "The Giver" e "The Subway"
Logo no início do ano, em fevereiro, na 67ª edição do Grammy Awards, Roan ganhou seu primeiro Grammy na categoria Artista Revelação. Em seu discurso de agradecimento, ela fez um apelo para que as gravadoras ofereçam salário digno e assistência médica aos artistas, dizendo: "Gravadoras, nós estamos com vocês, mas vocês estão com a gente?". Na mesma noite, Chappell Roan foi vestida para o tapete vermelho com um vestido vintage amarelo inspirado na pintura Fin d’arabesque do pintor Edgar Degas e em um segundo momento se vestiu de elfo com uma maquiagem no estilo "clowncore". A cantora também perfomou a faixa "Pink Pony Club", com a apresentação contendo elementos da cultura drag, anos 1980 e country.
Em 14 de março de 2025, Roan lançou "The Giver", seu segundo single planejado para o novo álbum, após "Good Luck, Babe!". Em junho, ela iniciou uma nova turnê intitulada "Visions of Damsels & Other Dangerous Things Tour". Até então, foi anunciado em julho que a turnê passaria por três cidades norte-americanas. Em 31 de julho de 2025, Roan lançou "The Subway".

## Vida pessoal
Roan é abertamente lésbica e também se identifica como queer. Em um podcast de 2023, descreveu o que percebe sobre a demissexualidade e que se vê nela.
Atualmente, Roan mora em Los Angeles, Califórnia.

## Discografia

### Álbuns de Estúdio
| Título                                  | Detalhes                                                                             |
| --------------------------------------- | ------------------------------------------------------------------------------------ |
| The Rise and Fall of a Midwest Princess | - Lançamento: 22 de setembro de 2023 - Editora: Island, Amusement, KRA International |

### EPs
| Título        | Detalhes                                                   |
| ------------- | ---------------------------------------------------------- |
| School Nights | - Lançamento: 22 de septiembre de 2017 - Editora: Atlantic |

### Singles
| Título             | Ano  |
| ------------------ | ---- |
| "Good Luck, Babe!" | 2024 |
| "The Giver"        | 2025 |
| "The Subway        | 2025 |

## Turnês

### Artista Principal
- Naked in North America Tour (2023)
- The Midwest Princess Tour (2023/2024)
- Vision of Damsels & Other Dangerous Things (2025)

### Ato de Abertura
- Vance Joy – Lay It On Me Tour (2017)
- Declan McKenna – What Do You Think About The Car? Tour (2018)
- Olivia Rodrigo – Sour Tour (2022)
- Ben Platt – The Reverie Tour (2022)
- Fletcher – Girl of My Dreams Tour (2022)
- Olivia Rodrigo – Guts World Tour (2024)
- Primavera Sound (2025)